# Coppa città di Roma
La Coppa della città di Roma è stata una competizione calcistica organizzata durante la seconda guerra mondiale, nel periodo successivo alla liberazione di Roma. La coppa venne vinta dalla Roma, battendo il MATER in finale.

## Il torneo

### Contesto storico e svolgimento del torneo
Il torneo, istituito durante gli anni bui dell'occupazione tedesca nella Seconda Guerra Mondiale, ebbe un duplice scopo: mantenere viva la passione per il calcio e offrire alla popolazione romana un momento di distrazione e di speranza. In un contesto di gravi privazioni e incertezze, questo torneo rappresentava un raro momento di normalità e di competizione sportiva per la capitale. Parteciparono alla coppa tutte le principali squadre del panorama calcistico romano, comprese Roma e Lazio. La finale, disputata il 7 gennaio 1945, vide la Roma trionfare sul MATER con un netto 4-1, aggiudicandosi così il titolo; questa vittoria confermò l'eccellenza calcistica della squadra giallorossa nella capitale, che vinse anche il successivo Campionato romano di guerra 1944-1945.

### Formula
Il torneo comprende una prima fase a gironi composta due gruppi. Le prime due squadre di ciascun gruppo si qualificavano per le semifinali ad eliminazione diretta.

## Squadre partecipanti
| Club           | Stagione |
| -------------- | -------- |
| Ala Italiana   | dettagli |
| Albaerotecnica | dettagli |
| Italia Libera  | dettagli |
| Juventus Roma  | dettagli |
| Lazio          | dettagli |
| MATER          | dettagli |
| Roma           | dettagli |
| Trastevere     | dettagli |

## Risultati

### Girone A
Fonte:

#### Classifica finale
|  | Pos. | Squadra       | Pt | G | V | N | P | GF | GS |
|  | ---- | ------------- | -- | - | - | - | - | -- | -- |
|  | 1.   | Roma          | 8  | 6 | 3 | 2 | 1 | 21 | 8  |
|  | 2.   | MATER         | 7  | 6 | 3 | 1 | 2 | 12 | 16 |
|  | 3.   | Ala Italiana  | 5  | 6 | 1 | 3 | 2 | 10 | 14 |
|  | 4.   | Juventus Roma | 4  | 6 | 1 | 2 | 3 | 10 | 14 |

Legenda:
      Ammessa alla fase ad eliminazione diretta.
Regolamento:
Due punti a vittoria, uno a pareggio, zero a sconfitta.

#### Tabellone
|               | Ala  | Juv  | MAT  | Rom  |
| ------------- | ---- | ---- | ---- | ---- |
| Ala Italiana  | –––– | 0-3  | 1-3  | 4-3  |
| Juventus Roma | 2-2  | –––– | 1-2  | 1-1  |
| MATER         | 2-2  | 4-1  | –––– | 0-4  |
| Roma          | 1-1  | 5-1  | 7-1  | –––– |

### Girone B
Fonte:

#### Classifica finale
|  | Pos. | Squadra        | Pt | G | V | N | P | GF | GS |
|  | ---- | -------------- | -- | - | - | - | - | -- | -- |
|  | 1.   | Lazio          | 10 | 6 | 5 | 0 | 1 | 15 | 7  |
|  | 2.   | Trastevere     | 8  | 6 | 4 | 0 | 2 | 10 | 5  |
|  | 3.   | Albaerotecnica | 6  | 6 | 3 | 0 | 3 | 11 | 8  |
|  | 4.   | Italia Libera  | 0  | 6 | 0 | 0 | 6 | 5  | 21 |

Legenda:
      Ammessa alla fase ad eliminazione diretta.
Regolamento:
Due punti a vittoria, uno a pareggio, zero a sconfitta.

#### Tabellone
|                | Alb  | ItL  | Laz  | Tra  |
| -------------- | ---- | ---- | ---- | ---- |
| Albaerotecnica | –––– | -    | 1-3  | -    |
| Italia Libera  | -    | –––– | 1-2  | -    |
| Lazio          | 4-1  | 3-1  | –––– | 1-2  |
| Trastevere     | -    | -    | 1-2  | –––– |

### Fase a eliminazione diretta

#### Semifinali
| Squadra 1 | Risultato | Squadra 2  |
| --------- | --------- | ---------- |
| Roma      | 6 - 1     | Trastevere |
| MATER     | 4 - 1     | Lazio      |

#### Finale per il terzo posto
| Arbitro: | Prandi (Roma) |

|                            |           |  |
| Mancini 7’ Koenig 69’, 70’ | Marcatori |  |

#### Finale
| Arbitro: | Lisotti (Roma) |

|                                         |           |                |
| Krieziu 7’ Dagianti 52’ Amadei 55’, 60’ | Marcatori | 42’ Bernardini |

#### Tabellone
|  | Semifinali | Semifinali | Semifinali |       |    | Finale          | Finale          | Finale          |  |
|  |            |            |            |       |    |                 |                 |                 |  |
|  | 1A         | Roma       | 6          |       |    |                 |                 |                 |  |
|  | 1A         | Roma       | 6          |       |    |                 |                 |                 |  |
|  | 2B         | Trastevere | 1          |       |    |                 |                 |                 |  |
|  | 2B         | Trastevere | 1          |       | 1A | Roma            | 4               |                 |  |
|  |            |            |            |       | 1A | Roma            | 4               |                 |  |
|  |            |            | 2A         | MATER | 1  |                 |                 |                 |  |
|  | 2A         | MATER      | 2A         | MATER | 1  | 4               |                 |                 |  |
|  | 2A         | MATER      |            |       |    | 4               |                 |                 |  |
|  | 1B         | Lazio      | 1          |       |    | Finale 3º posto | Finale 3º posto | Finale 3º posto |  |
|  | 1B         | Lazio      | 1          |       |    |                 |                 |                 |  |
|  |            |            |            |       |    |                 |                 |                 |  |
|  |            |            |            |       |    | 1B              | Lazio           | 3               |  |
|  |            |            |            |       |    | 1B              | Lazio           | 3               |  |
|  |            |            |            |       |    | 2B              | Trastevere      | 0               |  |